# Tony Parkes
Anthony ("Tony") Parkes (Sheffield, 5 mei 1949) is een Engels voormalig voetbaltrainer en voetballer. 

## Biografie
Parkes was een middenvelder die van 1970 tot 1982 de kleuren van Blackburn Rovers verdedigde. Hij maakte 38 doelpunten uit 350 competitieduels.
Parkes werd na zijn actieve loopbaan zes maal trainer ad interim bij Blackburn Rovers. Hij was onder meer assistent van succestrainer Kenny Dalglish, onder wiens leiding de club in 1995 landskampioen werd met sleutelspelers als Alan Shearer en Chris Sutton. Laatst was Parkes interim-coach van Blackpool in 2009.
Op 3 februari 2020 werd bekend dat Parkes aan de Ziekte van Alzheimer lijdt.